# Ajuga adulterina
Ajuga adulterina là một loài thực vật có hoa trong họ Hoa môi. Loài này được Wallr. mô tả khoa học đầu tiên năm 1840.